# Eider Rodriguez Martin
Eider Rodriguez Martin   (Errenteria, 18 de maig de 1977) és una escriptora basca.

## Trajectòria
Va estudiar a la Universitat del País Basc, a la Sorbonne Nouvelle de París i a la Complutense de Madrid. Llicenciada en Publicitat, també és doctora en Literatura. En l'actualitat és professora de la Universitat del País Basc.
La seva obra literària abasta diversos gèneres: preferentment el conte, també l'assaig, el gènere epistolar, la literatura infantil i el còmic.
La seva obra ha estat traduïda a diverses llengües, com el català, el castellà, l'italià, l'alemany, l'holandès i el francès.

## Obres

### Contes
- Eta handik gutxira gaur (2004, Susa).
- Haragia (2007, Susa)
- Katu jendea (2010, Elkar)
- Bihotz handiegia (2017, Susa). Un cor massa gran i altres relats. Barcelona: Periscopi, 2019. Trad. al català de Pau Joan Hernàndez.[3]
- Eraikuntzarako materiala 'Material de construcció' (2021, Susa)

### Assaig
- Itsasoa da bide bakarra. Joseba Sarrionandia irakurriz (2014, Utriusque Vasconiae)

### Literatura infantil
- Nikoleta eta gaua, amb la il·lustradora Arrate Rodríguez (2008, Elkar)

### Còmic
- Santa Familia, amb l'il·lustrador Julen Ribas (2017, Ikastolen Elkartea/Xabiroi)

### Gènere epistolar
- Eider Rodriguez & Belén Gopegui (2016, Erein)

## Premis i reconeixements
- XI. Igartza Saria (2008), per Katu jendea
- Premi Euskadi de Literatura (2018)[4] per Bihotz handiegia